# Will Johnson (politicus)
Will Johnson (Saba, 1941) is een Nederlands-Antilliaans onderwijzer, schrijver en politicus. Hij schreef columns en artikelen, en als politicus was hij voor de Windward Islands People's Movement eilandgedeputeerde en eilandsraadslid.

## Biografie
Johnson werd op Saba geboren. Vanaf zijn dertiende ging hij naar school op Curaçao. In oktober 1960 ging hij naar Sint Maarten, waar hij een jaar later begon met het schrijven van columns voor het weekblad Windward Islands Opinion. In 1968 richtte hij de Saba Herald op, die vijfentwintig jaar bestond, en het maandblad The Labor Spokesman. Later schreef hij voor het magazine Weekender van The Daily Herald en richtte hij de website The Saba Islander op. Daarnaast schreef hij verschillende romans en politieke boeken. Van beroep was hij onderwijzer.
Hij was rond de vijfentwintig jaar actief in de politiek als eilandgedeputeerde en eilandsraadslid. Hij was van 2004 tot 2007 nauw betrokken bij de staatskundige hervormingen van oktober 2010. Hij verzette zich tegen de invoering van bepaalde Nederlandse wetten. Hij zei hierover onder meer dat "ons begrip van goed en deugdelijk bestuur geen euthanasie of abortus inhoudt noch het vrije gebruik van drugs" (vertaling). In 2010 verliet hij de actieve politiek; hij bleef wel aan als voorzitter van de Windward Islands People's Movement.
Rond zijn pensionering werd hij benoemd tot een van de vier bestuurders van het Civil Servants Pension Fund. Vanuit politiek oogpunt is hij een fervent voorstander van gelijktrekking van de AOV in Caribisch Nederland met de AOW in Nederland. Tijdens de Tweede Kamerverkiezingen van 2017, waaraan voor het eerst ook Sabanen deel mochten nemen, riep hij op om voor de SP te kiezen omdat die partij de pensioenleeftijd terug wilde brengen naar 65 jaar.
Johnson is getrouwd en heeft drie kinderen. Zijn zoon Chris was van 2007 tot 2016 ook gedeputeerde op Saba. Sindsdien is hij vertegenwoordiger van Nederland op Sint Maarten.